# Dörnsteinbach
Dörnsteinbach ist ein Gemeindeteil des Marktes Mömbris im unterfränkischen Landkreis Aschaffenburg in Bayern.

## Geographie

Gemeindeteil und Gemarkung Dörnsteinbach

Das Kirchdorf Dörnsteinbach befindet sich im Kahlgrund am Rande des Spessarts zwischen Niedersteinbach und Omersbach auf 294,37 m ü. NHN. Östlich von Dörnsteinbach liegt Krombach mit dem Gemeindeteil Oberschur. Durch Dörnsteinbach führt die Kreisstraße AB 18.
Der topographisch höchste Punkt der Dorfgemarkung, die zugleich das Gebiet der Altgemeinde Dörnsteinbach ist, befindet sich am Sportplatz, östlich des Ortes mit 347 m ü. NHN (Lage), der niedrigste liegt am Steinbach auf 214 m ü. NHN (Lage). Der Nördlichste Punkt der Dorfgemarkung befindet sich am Nordhang des Wiesenberges, der südlichste liegt am Gipfel des Herrenberges. Im Osten reicht die Gemarkung bis an den Ortsrand von Oberschur. Der westlichste Punkt befindet sich im Steinbachtal.

### Nachbargemarkungen
Folgende Gemarkungen grenzen an das Ortsgebiet von Dörnsteinbach:
|                 | Omersbach                                   |          |
|                 | Kompassrose, die auf Nachbargemeinden zeigt | Krombach |
| Niedersteinbach | Mensengesäß                                 |          |

## Name

### Etymologie
Der Name Dörnsteinbach soll sich von dem eins dort befindlichen Brannenforst (branne=Dorn) und vom Bach Steinbach ableiten, der durch den Alten Grund nach Niedersteinbach der Kahl zufließt. Der zeitweise verwendete Name Obersteinbach weist auf die Lage im Oberlauf des Baches hin; ist  aber nicht zu verwechseln mit dem heute nicht mehr bestehenden Namen eines Teils von Niedersteinbach. Im Volksmund wird der Ort Dännstoamich genannt.

### Frühere Schreibweisen
Frühere Schreibweisen des Ortes aus diversen historischen Karten und Urkunden:
- 1562 „Dürnstainberg“[6]
- 1842 „Dörnsteinbach“[7]
- 1860 „Durrensteinbach“[8]
- 1885 „Dürrensteinbach“[9]
- 1902 „Dörnsteinbach“[10]

## Geschichte
Die Gemeinde Dörnsteinbach gehörte zum Bezirksamt Alzenau, das am 1. Juli 1862 gebildet wurde. Dieses wurde am 1. Januar 1939 zum Landkreis Alzenau in Unterfranken. Mit dessen Auflösung kam Dörnsteinbach am 1. Juli 1972 in den neu gebildeten Landkreis Aschaffenburg. Im Zuge der Gebietsreform in Bayern wurde Dörnsteinbach am 1. Januar 1974 nach Mömbris eingemeindet.

## Kirche

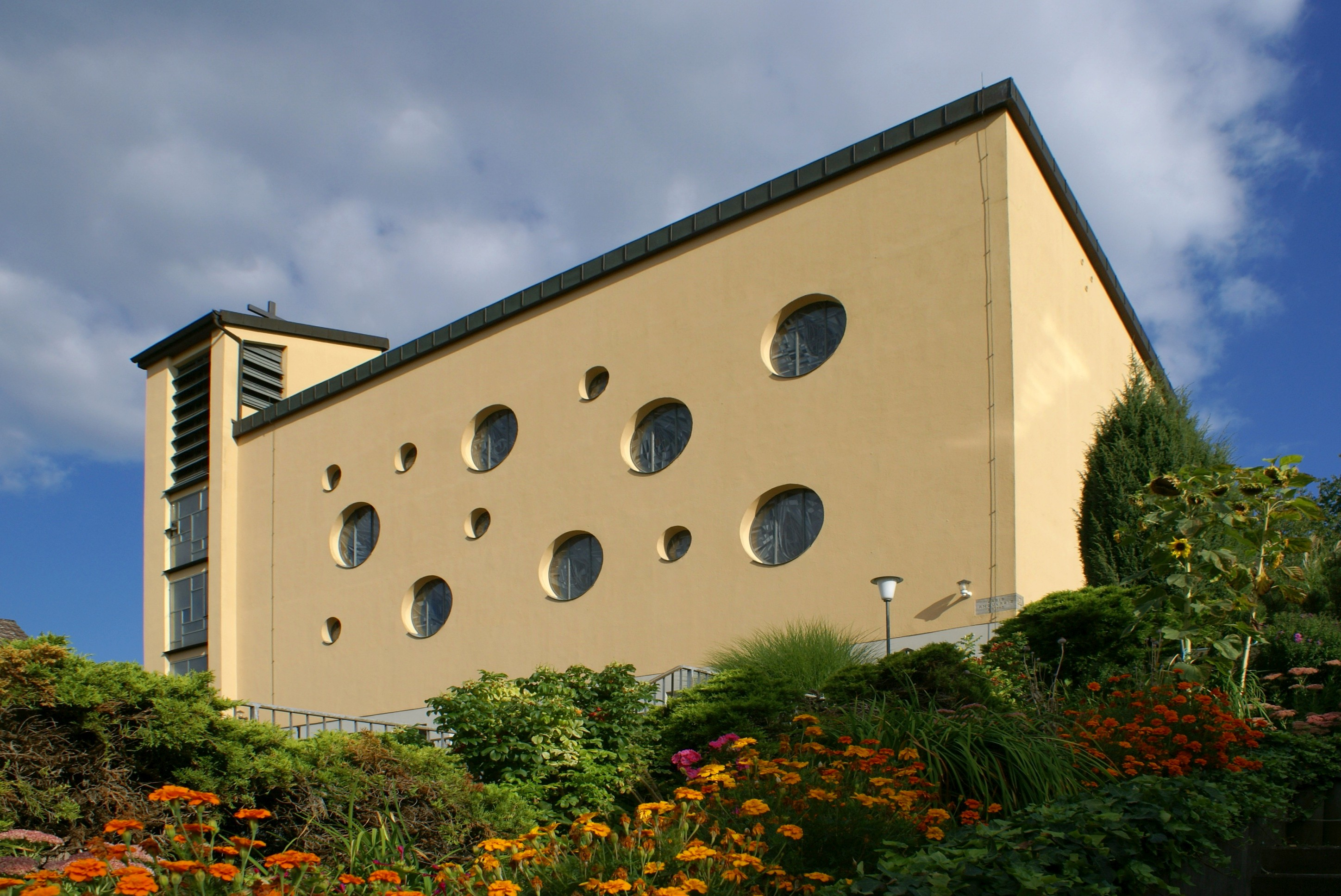
Heilig-Geist-Kirche

1911 wurde in Dörnsteinbach die erste Kapelle erbaut. Nach dem Errichten der Heilig-Geist-Kirche im Jahre 1960 wurde das Kapellenhaus zeitweise als Lager- und Bankgebäude genutzt, heute ist dort die Freiwillige Feuerwehr untergebracht.